# Městský park (Bitola)

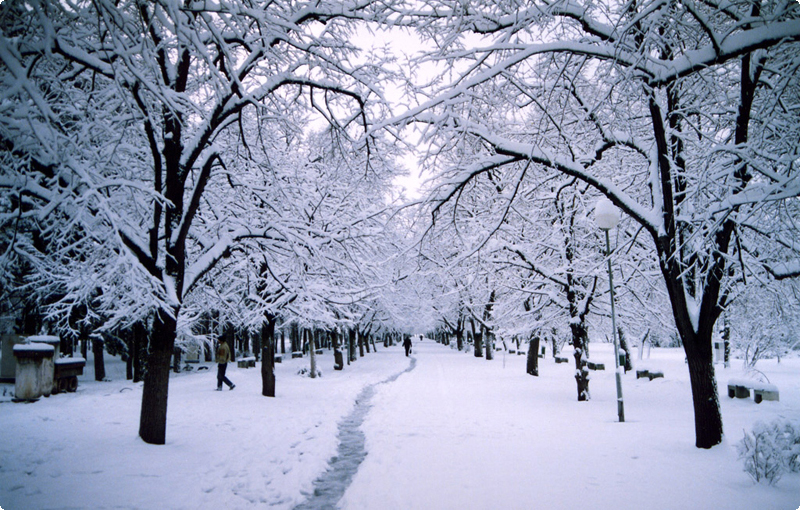
Park v zimě

Městský park (makedonsky Градски парк) v Bitole se nachází v jižní části města, mezi železniční stanicí a Bílými kasárnami. Je nepravidelného severojižního tvaru, ze severu jej ohraničuje ulice Partizanska a z východu ulice Makedonska Falanga. Jižně od parku se nachází místní zoologická zahrada. 
V parku rostou především borovice[zdroj?]. V jeho jižní části se nachází oplocený park pro domácí zvířata (psy apod.).
Současný park vznikl na místě původní zelené oázy, kterou zde nechal zřídit ještě v období nadvlády Osmanské říše Abdul Kerim paša. Známý byl pod tureckým názvem Nuzhetiye (jednota). Vznikl na místě dřívějšího močálu. V jeho středu se nacházel pavilon, kde se scházeli důstojníci z nedalekých vojenských kasáren (dnes muzea) a zároveň se zde konaly oslavy a společenské akce.